# 稲垣久生

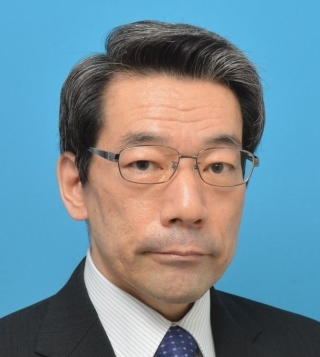
外務省より公表された公式肖像画像

稲垣 久生（いながき ひさお、1961年1月10日 - ）は、日本の外交官、情報技術者。シアトル総領事を経て、駐トンガ特命全権大使。

## 人物・経歴
三重県四日市市出身。父はモールス信号の技師を経て、日本の降伏後日本電信電話公社に入社。兄もコンピューター関連。
三重県立四日市高等学校卒業後、1983年名古屋工業大学工学部第一部電気情報工学科卒業。1985年東京工業大学（のちの東京科学大学）大学院理工学研究科修了、外務省入省。1991年マサチューセッツ工科大学大学院修了、修士。
作家の佐藤優は入省同期で、読書術などを学んだ。技術系であり、入省後はホストコンピューターに関する業務から始め、情報通信技術などを担当し、人事・会計業務のシステム化、LANの整備、情報セキュリティ対策などを進めた。
1992年外務省北米局北米第一課課長補佐。1993年外務大臣官房総務課情報管理室課長補佐。1996年在アメリカ合衆国日本国大使館一等書記官。2000年外務大臣官房総務課情報管理室首席事務官。2003年外務省大臣官房情報通信課企画官。
2004年内閣官房内閣情報調査室に出向。2007年外務省大臣官房情報通信課情報システム統括企画官。2012年在シカゴ日本国総領事館領事。2016年外務省大臣官房広報文化外交戦略課IT広報室長。2020年シアトル総領事。2023年駐トンガ特命全権大使。

## 同期
- 相木俊宏（21年タジキスタン大使）
- 磯俣秋男（24年スリランカ大使・21年アラブ首長国連邦大使）
- 市川とみ子（23年軍縮会議代表部大使）
- 伊藤恭子（23年チリ大使・20年エチオピア大使）
- 大菅岳史（22年チュニジア大使・19年国連次席大使・18年外務報道官・17年アフリカ部長）
- 大森摂生（22年ボツワナ大使）
- 島田順二（21年メルボルン総領事）
- 清水信介（22年特命全権大使（アフリカ開発会議（TICAD）担当兼アフリカの角地域関連担当、国連安保理改革担当、安保理非常任理事国選挙担当）・18年チュニジア大使）
- 鈴木秀生（24年特命全権大使（広報外交担当兼国際保健担当、メコン協力担当）・20年チェコ大使・19年国際協力局長・17年地球規模課題審議官）
- 鈴木浩（22年インド大使・20年外務審議官・12年内閣総理大臣秘書官）
- 鈴木亮太郎（21年アイスランド大使）
- 滝崎成樹（20年内閣官房副長官補・19年アジア大洋州局長）
- 竹内一之（22年ザンビア大使）
- 垂秀夫（20年中国大使・19年官房長）
- 中前隆博（22年スペイン大使・19年アルゼンチン大使・17年中南米局長）
- 橋本尚文（22年特命全権大使（人権担当兼国際平和貢献担当）・20沖縄大使・18年イラク大使）
- 福島秀夫（21年パナマ大使・18年ヒューストン総領事）
- 前田徹（21年ブルネイ大使）
- 三澤康（25年関西担当大使・22年タンザニア大使）
- 水嶋光一（21年イスラエル大使・19年領事局長）
- 水越英明（24年スウェーデン大使・21年スリランカ大使・20年国際情報統括官）
- 武藤顕（23年ロシア大使・22年外務省研修所長）
- 森美樹夫（23年ニューヨーク総領事・21年領事局長）
- 山元毅（23年ペルー大使・19年グアテマラ大使・17年東京都外務長）